# Edward Short
Edward Watson Short, Baron Glenamara, CH PC (født 17. december 1912, død 4. maj 2012) var en britisk politiker og medlem af partiet Labour. Han sad i det britiske Underhus for valgkredsen Newcastle upon Tyne. Han var minister under Labour-regeringen Harold Wilson, og han sad efterfølgende i Overhuset, hvor han fortsat kom jævnligt til få år inden sin død. Fra 16. juni 2011, hvor James Allason døde, til sin død var Short den ældste levende person, der havde været medlem af underhuset.